# Catherine Ryan Hyde
Catherine Ryan Hyde (Buffalo, 31 gennaio 1955) è una scrittrice statunitense.
Nata a Buffalo in una famiglia di scrittori, Catherine Ryan Hyde si trasferì a New York poco dopo la maturità e qui fece di tutto per non portare avanti la tradizione di famiglia: lavorò come fornaia, pasticciera, meccanico, addestratrice di cani e guida turistica. Intorno alla metà degli anni ’80, però, dopo essere andata a vivere in una piccola città sulla costa centrale della California, cominciò a dedicarsi alla scrittura. Da allora ha pubblicato una trentina di romanzi e numerosi racconti, di grande successo negli Stati Uniti e nel Regno Unito. 
Il suo romanzo più fortunato, La formula del cuore (2000), è stato tradotto in 23 lingue e ne è stato tratto il film Un sogno per domani. 
Protagonisti delle sue storie sono in genere personaggi comuni, apparentemente diversissimi tra loro e destinati a non stringere alcun rapporto, ma il cui improbabile incontro apporterà un cambiamento a suo modo sconvolgente nelle loro vite. Hyde ha sempre un occhio molto attento sugli adolescenti e sui giovani in generale, e in molti casi ha affrontato il genere on the road, usando il viaggio come metafora dell'evoluzione che i suoi personaggi si trovano ad affrontare nel corso delle pagine.

## Opere tradotte in italiano
- La formula del cuore (2000)
- Affetti straordinari (2015)
- In viaggio con August (2016)
- Il cammino verso casa (2017)
- Non lasciarmi andare (2017)
- Worthy (2019)
- Allie e Bea (2019)
- Una scelta sofferta (2020)